# Franz Abart
Franz Abart (Silingia, 22 dicembre 1769 – Kerns, 10 settembre 1863) è stato uno scultore austriaco, attivo in Svizzera.

## Biografia
Nato a Silingia, frazione di Malles nel Tirolo del Sud, dove si formò presso lo scultore Mathias Punt, si trasferì dapprima a Strasburgo e poi a Lucerna, in Svizzera, dove si affermò professionalmente. Spostatosi a Kerns, dove prese moglie, si consacrò come uno degli artisti più in voga della Svizzera, vendendo opere in Francia, Germania ed Inghilterra. Fu scultore soprattutto di animali e di crocifissi, presenti in molte chiese elvetiche.